# Флоріан Фандлер
Флоріан Фандлер (нім. Florian Fandler, 8 жовтня 1987) — німецький стрибун у воду.
Призер Чемпіонату Європи з водних видів спорту 2018 року.